# Новоукраинка (Весёловский район)
Новоукра́инка (укр. Новоукраїнка) — село,
Калиновский сельский совет,
Весёловский район,
Запорожская область,
Украина.
Код КОАТУУ — 2321282303. Население по переписи 2001 года составляло 92 человека.

## Географическое положение
Село Новоукраинка находится на расстоянии в 4,5 км от села Калиновка и в 5-и км от села Пискошино.

## Происхождение названия
На территории Украины 31 населённый пункт с названием Новоукраинка.

## История
- 1925 год — дата основания.